# Щежерь 2
Ще́жерь 2 (бел. Шчэжар 2) — деревня в составе Кадинского сельсовета Могилёвского района Могилёвской области Республики Беларусь.

## Географическое положение
Ближайшие населённые пункты: Щежерь1, Сидоровка, Латроща.

## Население
- 1999 год — 51 человек
- 2010 год — 30 человек